# Beiaardhelling
De Beiaardhelling is een heuvel nabij Bellegem, in de Belgische provincie West-Vlaanderen. De top is gesitueerd bij de aansluiting met de N50.

## Wielrennen
In de wielersport is de helling beklommen in de wielerwedstrijd de Driedaagse van West-Vlaanderen. Ook is ze in 2014 opgenomen in de 1e etappe van de Eurométropole Tour, daarin werd ze in het wedstrijdboek aangeduid als Beerbosstraat. In 2025 zit ze in Kuurne-Brussel-Kuurne als de kasseistrook Beerbosstraat op de terugweg van de heuvelzone naar Kuurne.
De helling loopt over die Beerbosstraat en bestaat geheel uit kasseien. De aanloop bestaat voor 250 meter uit kasseien, waarna de helling (350 meter kasseien) een aanvang neemt.
De helling zit ook in de recreatieve fietsroutes LF Vlaanderenroute en LF Heuvelroute.